# Psephotellus
Psephotellus – rodzaj ptaków z podrodziny dam (Loriinae) w rodzinie papug wschodnich (Psittaculidae).

## Zasięg występowania
Rodzaj obejmuje gatunki występujące w Australii.

## Morfologia
Długość ciała 26–28 cm; masa ciała 50–70 g.

## Systematyka

### Etymologia
- Psephotellus: rodzaj Psephotus Gould, 1845 (świergotka); łac. przyrostek zdrabniający -ellus[4].
- Clarkona: Austin Hobart Clark (1880–1954) – amerykański biolog morski, ornitolog, entomolog, kolekcjoner, ewolucjonista; łac. przyrostek -ona „odnoszący się do”[5]. Gatunek typowy: Psephotus varius A.H. Clark, 1910.

### Podział systematyczny
Do rodzaju należą następujące gatunki:
- Psephotellus varius (A.H. Clark, 1910) – świergotka wielobarwna
- Psephotellus dissimilis (Collett, 1898) – świergotka czarnogłowa
- Psephotellus chrysoptergius (Gould, 1858) – świergotka złotoskrzydła
- Psephotellus pulcherrimus (Gould, 1845) – świergotka rajska – takson wymarły, ostatnią potwierdzoną obserwację zanotowano w 1928 roku[7]